# Дурасов, Николай Фёдорович
Дурасов, Николай Фёдорович (1729—1782) — действительный тайный советник.

## Биография
Родился 26 ноября (7 декабря) 1729 года в семье обер-аудитора.
С 1742 г. учился в Академической гимназии. В службу был записан с 1743 года. В чине коллежского советника был депутатом комиссии составления Уложения. С 1778 года — президент Главного магистрата.
В 1778 году был произведён в действительные статские советники . 
Умер 18 (29) декабря 1782 года. Похоронен в Донском монастыре возле жены. На его кончину студентом Императорского Московского университета С. С. Пестовым были написаны изданные в типографии Н. И. Новикова «Стихи на кончину Д. ст. советника Н. Ф. Дурасова» (1782).

## Семья
Женился 27 января 1751 года на Прасковье Матвеевне Козминой (1731—1780). Их дети:
- Настасья (ок. 1768 — 28.03.1785).
- Дмитрий (07.08.1750—11.02.1832), генерал-майор.